# 1502 Аренда
1502 Аре́нда (1938 WB, 1926 CD, 1926 EH, 1929 WY, 1933 US1, 1935 CD, 1937 PD, 1940 ES, 1963 KD, A906 VF, 1502 Arenda) — астероїд головного поясу, відкритий 17 листопада 1938 року.
Тіссеранів параметр щодо Юпітера — 3,345.